# 艾里奥·格雷西
艾里奥·格雷西（葡萄牙語：Hélio Gracie，葡萄牙語發音：[ˈɛliu ˈɡɾejsi]，1913年10月1日—2009年1月29日），生於巴西貝倫，著名混合武術格鬥家，柔道六段，擅長巴西柔術，格雷西家族的代表人物之一

## 生平
經由他的兄長卡洛斯·格雷西，艾里奥·格雷西學到由前田光世所傳的日本柔術。在他們家族的努力下，逐漸發展成巴西柔術。

## 著名比賽
艾里奥·格雷西長期有著不敗的聲名，他兩次最著名的敗戰，分別是於1955年，與前弟子沃爾德瑪·桑塔那比賽，兩度落敗。以及同年，與日本選手木村政彥比賽，遭折斷手臂落敗。